# Adalbert Schüßler
Adalbert Schüßler, auch Schüssler (* 28. Oktober 1887; † 1. Oktober 1970) war ein deutscher Vizeadmiral der Kriegsmarine.

## Leben
Adalbert Schüßler trat am 1. April 1905 in die Kaiserliche Marine ein. Später war er bis September 1914 als Erster Offizier auf dem Hilfsstreuminendampfer Prinz Adalbert und dann in gleicher Position auf dem Hilfsstreuminendampfer Odin. Von Oktober 1915 bis Oktober 1917 war er als Admiralstabsoffizier bei der Küstenschutz-Division der Ostsee und später im Stab des Befehlshaber der mittleren Ostsee. Am 16. März 1916 war er zum Kapitänleutnant befördert worden. Bis Kriegsende war er Referent bei der Minenversuchskommission.
Nach dem Krieg wurde er in die Reichsmarine übernommen. Von April 1928 bis Oktober 1931 war er als Korvettenkapitän (Beförderung am 1. Juli 1924) in der Leitung der Marinehaushaltsarbeit im Reichswehrministerium. Am 1. Oktober 1929 wurde er Fregattenkapitän. Im Oktober 1931 zum Kapitän zur See befördert, war er im gleichen Jahr zur Verfügung der Marinewerft in Wilhelmshaven gesetzt und war 1936 Kommandant der Befestigung Pillau.
Vom 15. September 1938 bis 6. November 1939 war er Inspektor bei der Wehrersatzinspektion Elbing (Wehrkreis I). In dieser Position wurde er als charakterisierter Konteradmiral zum Konteradmiral befördert. Anschließend war er bis Oktober 1942 Inspekteur der Wehrersatzinspektion Schleswig-Holstein. Am 1. April 1942 wurde er zum Vizeadmiral befördert. Zum 31. August 1942 war er z.V. gestellt worden. Von Oktober 1942 bis März 1945 war er Richter am Oberprisenhof in Berlin. Am 31. März 1945 wurde er aus der Kriegsmarine verabschiedet.

## Werke (Auswahl)
- Der Kampf der Marine gegen Versailles 1919–1935. 1937.